# 후안 마타
후안 마누엘 마타 가르시아(스페인어: Juan Manuel Mata García, 1988년 4월 28일 ~ ) 줄여서 후안 마타(스페인어: Juan Mata)는 스페인의 축구 선수로 현재 호주 A리그 멘의 웨스턴 시드니 원더러스에서 공격형 미드필더와 윙어로 활동 중이며 미국 메이저 리그 사커 샌디에고 FC의 공동 구단주도 맡고 있다.

## 클럽 경력

### 레알 마드리드 카스티야
카스티야이레온 지방의 부르교스에 태어난 마타는 아버지를 따라 아버지가 오랫동안 활약한 레알 오비에도에서 축구를 시작하였다. 15살 때 레알 마드리드에 입단하기 전 3년 동안 오비에도에서 활약을 하였다. 레알 마드리드에 입단 후 빠른 주력으로 유소년 팀에 입단하고 유소년 C에서 유소년 A팀까지 승격하였다. 레알 마드리드 카스티야까지 승격한 마타는 2005-2006 시즌에 리그에서 18골을 기록하였다. 마타는 레알 마드리드 카스티야 소속으로 3회의 우승을 거두었으며 스페인 유소년 컵에서도 또한 우승하였다.
그 해, 카스티야에서 28번이었던 마타는 레알 마드리드 CF 1군에서 34번을 배정받고 카스티야가 2부 리그에서 강등되었음에도 불구하고 2006-2007 시즌에 윙어로 출전하여 18골을 넣었던 알바로 네그레도 다음으로 다득점하였다.
시즌이 끝나자 레알 마드리드와 계약이 만료가 된 마타는, 2007년 3월, 발렌시아 CF로 이적했다.

### 발렌시아 CF

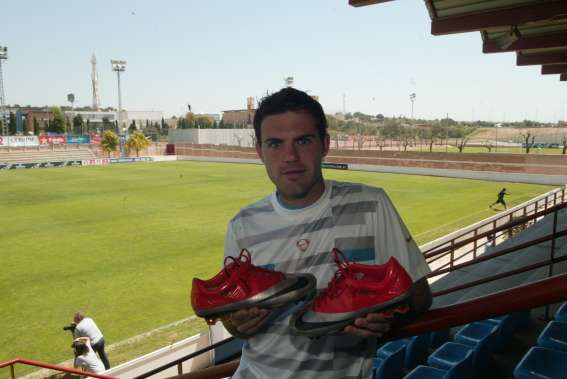
파텔나에서의 마타 (2009년)

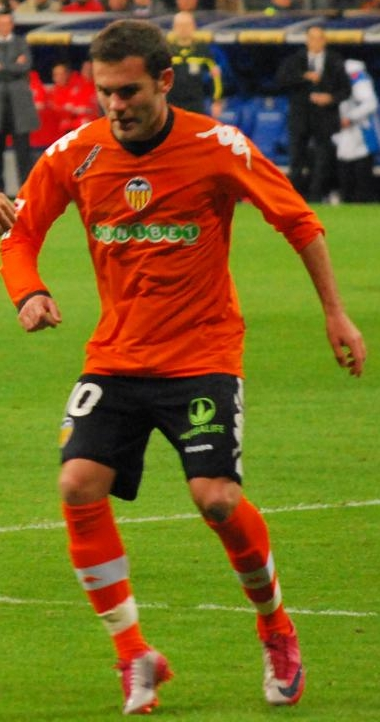
발렌시아 CF에서 뛰고 있는 후안 마타 (2010년)

마타는 이적 후 같은 포지션의 주전이었던 비센테 로드리게스의 부상과 감독이었던 로날트 쿠만이 미겔 앙헬 앙굴로를 기용하지 않는 덕에 점차 선발 명단에 이름을 올렸다. 2008년 3월 20일엔 코파 델 레이 FC 바르셀로나와의 준결승전에서 두 차례 골을 기록해 발렌시아가 헤타페 CF와의 결승전에 진출하는 데에 도움을 주었다. 이어 4월 16일 결승전에도 선제골을 기록해 3-1 승리를 거두어 우승하였다. 첫 번째 시즌 중간에는 팬들과 선수들이 뽑은 발렌시아의 최고의 영 플레이어로 선정되었다.
수페르코파 데 에스파냐에서는 친정팀인 레알 마드리드와의 1차전 경기에서 골을 기록해 3-2 승리를 거두었으나, 발렌시아는 2차전에 4-2로 패배해 총 5-6으로 패배하였다. 이후 2008-2009 시즌 개막 후 활약하기 시작하였는데, 개막전인 RCD 마요르카를 3-2로 이긴 경기에서 골을 기록하였다. 또한 CA 오사수나와의 경기에서 다비드 비야의 긴 패스를 받아 유일하게 득점하였다.
2008년 9월 25일, 다비드 비야와 함께 말라가 CF 원정에 득점해 2-0 승리를 거두었다. 3일 후, 데포르티보 라코루냐 전에선 수퍼 서브로서의 면모를 보이는데, 1골을 득점하고 3골을 만들어 내 홈에서 4-2로 승리하였다.
리그 후반엔 마타는 경기 막판 발렌시아의 승리에 결정적인 두 개의 골을 넣는데, 한 골은 스포르팅 히혼을 상대로 3-2 승리를 거두었고, 두 번째 골은 홈에서 열린 세비야 FC와의 경기에서 비야의 부싱으로 인해 난항을 겪던 발렌시아를 페널티 킥 득점을 하여 2-1 역전하였고 3-1로 승리하는데 도움을 주었다. 시즌 종료 후 총 11골 및 13 어시스트를 기록하는 인상 깊은 활약을 하였으며 20 어시스트한 사비 에르난데스에 이어 리그 어시스트 2위를 기록하였다.

### 첼시 FC

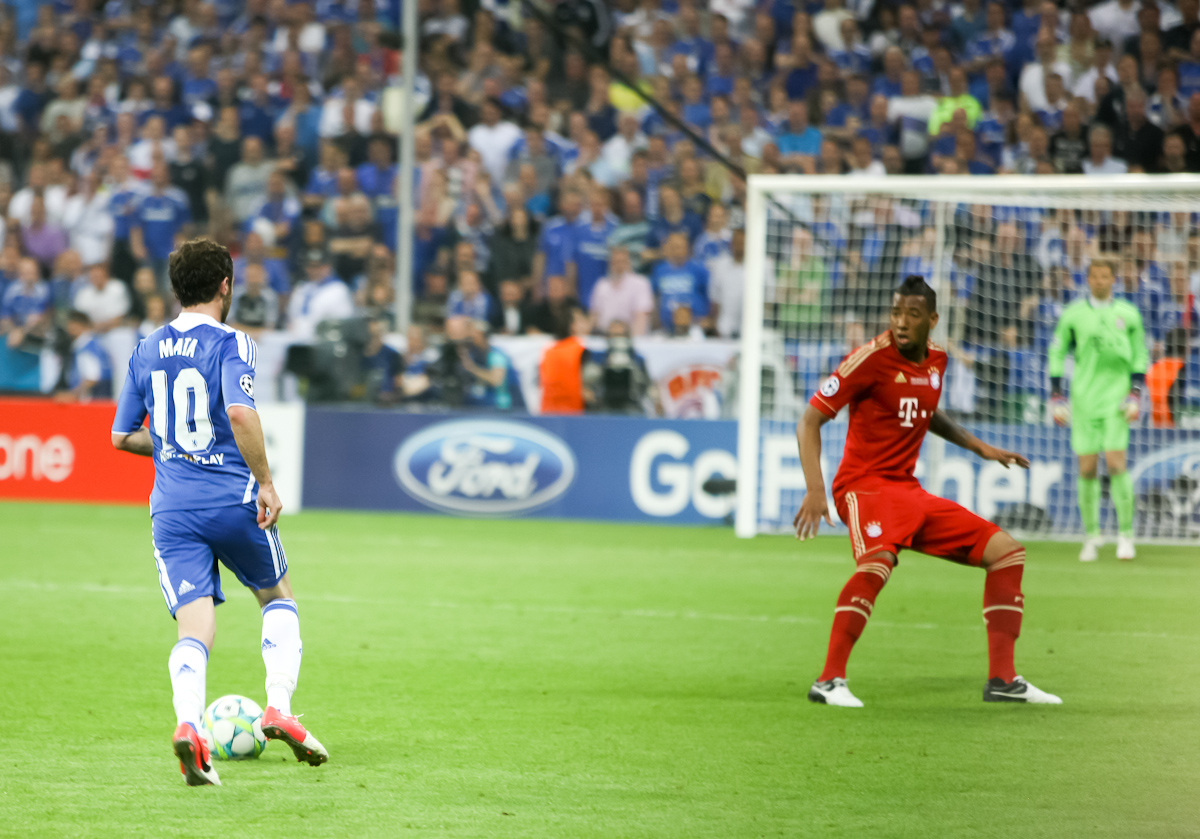
UEFA 챔피언스리그 2011-12 바이에른 뮌헨과의 결승전 경기에서 제롬 보아텡을 상대하고 있는 마타

2011년 8월 31일, 3천만 유로에 잉글랜드의 첼시로 이적하면서 처음으로 해외 무대에서 뛰게 되었다.
첼시로 이적한 후, 2011-12 UEFA 챔피언스리그 결승전 바이에른 뮌헨과의 경기에서, 0-1로 뒤지던 중 코너킥으로 디디에 드로그바의 헤딩 동점골을 어시스트하는 등 좋은 활약으로 첼시의 사상 첫 챔피언스리그 우승에 일조하였다. 그 외에도 2012 FA컵 우승, 2012-13 UEFA 유로파리그 우승, 2012 FIFA 클럽 월드컵 준우승 등의 성과를 이루는데 큰 기여하였다. 마타는 첼시 소속으로 2011-12시즌 52경기, 2012-13시즌엔 무려 64경기를 소화했으며, 이 기간 동안 69골 55도움을 기록하는 등 실질적인 첼시의 에이스로 자리잡았다. 그는 이러한 활약을 바탕으로 2회 연속으로 역대 첼시 올해의 선수에 선정되었다. (2012년, 2013년)

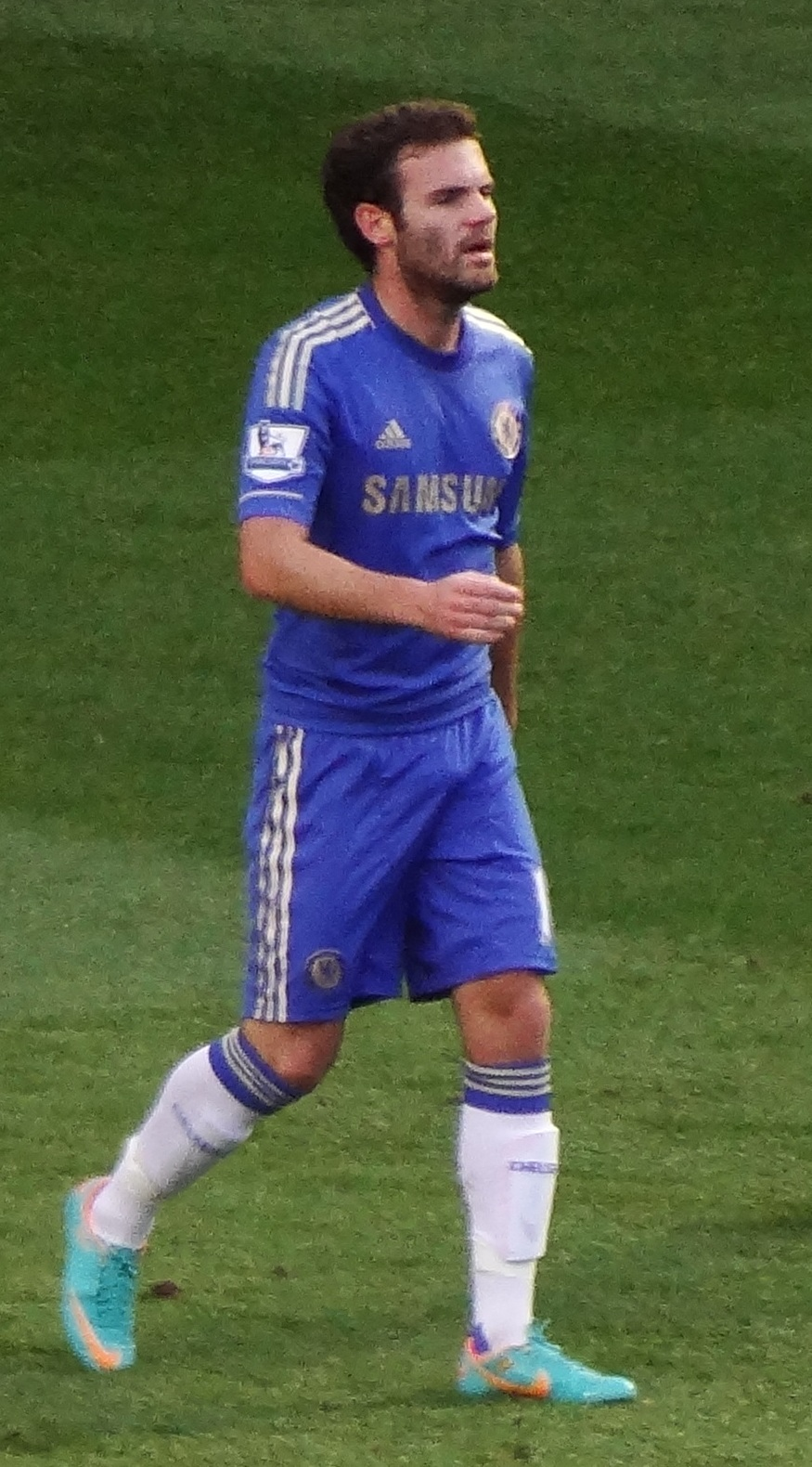
첼시 FC에서 뛰고 있는 후안 마타 (2012년)

그러나, 2013-14 시즌을 앞두고, 주제 무리뉴가 첼시 감독으로 재선임 이후, 오스카르, 에당 아자르 등에게 주전 경쟁에 밀려나 올 시즌 19경기에 출전하여 10골 22도움에 그쳤고, 1월 겨울이적시장을 통해 3700만 파운드(약 664억 원)의 이적료를 기록하며 맨체스터 유나이티드로 이적하게 된다.

### 맨체스터 유나이티드

#### 2013-14 시즌
2014년 1월 24일. 첼시에서 잉글랜드의 맨체스터 유나이티드로 이적하였다.
맨체스터 유나이티드는 구단 성적이 지지부진하자 성적 향상을 목표로 후안 마타의 이적을 위해 구단의 역대 최고 이적료 3710만 파운드(약 666억원)를 투자하였다. 맨유로 이적한 후안 마타는 등번호 8번을 달았다.
3월 29일에 올드 트래퍼드에서 열린 애스턴 빌라와의 홈 경기에서 팀의 세 번째 골이자, 맨유 이적 후, 첫 골을 기록하였다. 그리고 팀은 웨인 루니 2골, 치차리토의 쐐기골을 묶어 4-1로 대승을 거두었다.
4월 5일에 열린 뉴캐슬 유나이티드와의 원정 경기에서 2골 1도움을 기록하며, 팀을 4-0 대승을 이끌었다.
4월 27일(한국시각)에 열린 노리치 시티와의 홈 경기 때 후반 15분 대니 웰벡 대신 교체 투입되어 후반 18분과 후반 28분에 멀티골 포함, 2골을 기록하며 팀을 4-0 승리를 이끌어 라이언 긱스 감독 대행의 첫 승을 안겼다.
5월 11일 리그 최종전인 사우스햄튼과의 원정 경기에서 팀이 0-1로 뒤지고 있던 후반 9분에는 프리킥으로 동점골을 기록하였다.
하지만, 팀은 무승부를 거두고, 7위를 기록하여 UEFA 유로파리그 진출권을 획득하지 못한 채 시즌을 마감하였지만, 마타는 맨유로 이적한 후, 6골 5도움을 기록하며, 다음 시즌에 대한 전망을 밝게 하였다.

#### 2014-15 시즌
14-15 시즌이 시작 이후, 선덜랜드 원정 경기에서 골을 기록하였고, QPR과의 홈 경기에서 골을 기록하였다.
리그 11R 크리스탈 팰리스 전에서는 후반전에 교체 출전하여 멋진 중거리 슈팅으로 득점을기록하면서 팀의 승리에 기여했다. 또한 경기력도 매우 좋았다.
그 이후, 12월 3일에 열린 스토크 시티와의 14R 홈 경기에서 프리킥 골을 기록하여 팀에 2-1 승리를 안겼다.
그리고, 12월 14일에 열린 리버풀과의 리그 16R 홈 경기에서 팀의 두 번째 골을 기록하여 3-0 승리를 안겼다.
그 후, 3월 22일에 열린 리버풀과의 리그 30R 원정 경기에서 혼자 2골을 몰아쳐 팀에 2-1 승리를 안겨주었고, 미국 스포츠 전문 매체 ESPN이 발표한 EPL 30R 베스트11에 선정되었다. 덤으로, 마타는 구단 홈페이지를 통해 3월 한 달간 활약한 선수 중 팬들이 뽑은 최고의 선수에 선정되었고, 51%의 득표율을 얻어 맨유 이달의 선수로 선정되었다.
시즌을 되돌아보면 전반기엔 괜찮은 활약을 하다가 기복 심한 모습을 보였으며 수비력 문제 등이 얽히며 어려웠고, 후반기에도 쉽지만은 않았으나 점차 팀에 반 할의 전술이 녹아들었고 마타도 자신의 문제점을 상당부분 개선하고 가짜 윙어 역할을 부여받으며 기대에 부응하는 모습을 보였다.

#### 2015-16 시즌
15-16 시즌, 선덜랜드전에 선발 출전 해 시종일관 성실하며 날카로운 움직임을 통하여 맨유의 공격을 이끌었으며, 1골 1도움을 기록하는 등 맹활약을 펼쳐 구단이 선정한 7라운드 최고의 선수에 뽑혔다.
10월 1일 오전 3시 45분(한국시간)에 있었던 VfL 볼프스부르크와의 챔피언스리그 조별리그 2차전서 1골 1도움을 기록하며 팀을 승리로 이끌었으며 2차전 MOM(Man Of the Match)으로 선정됐다.
이후, 3골 3도움을 기록하며 맨유의 전승을 이끌었던 마타는 맨유 공식 홈페이지를 통해 진행했던 팬투표에서 44%의 지지율을 얻으며, 강력한 경쟁상대인 앙토니 마르시알(42%)을 간발의 차로 제치고, 맨체스터 유나이티드 9월의 선수로 선정되었다.
리그 28라운드 왓포드 전에서는 웨인 루니, 마이클 캐릭 등이 모두 빠진 상황에서 주장 완장을 차고 선발출전하여 후반 38분에 멋진 프리킥을 성공시키며 팀의 결승골을 득점하였다. 경기 종료 후 맨유 팬들이 선정한 MOM에 선정되었다.
리그 36R 노리치 시티 전에서는 결승골을 기록했다.
FA컵 결승전 크리스탈 팰리스 전에서는 후반전에 상대의 선제골이 나온지 얼마되지 않은 상황에서 동점골을 기록하며 승부를 연장전으로 이끌었다. 그렇게 맨유도 연장 승부 끝에 2-1 승리를 거두면서 우승을 거머쥐었다.

#### 2016-17 시즌
16-17 시즌을 앞두고 FA 채리티/커뮤니티 실드 경기에서 후반 18분에 교체 투입되어 그라운드를 누볐지만, 종료 직전 다시 헨리크 미키타리안과 교체돼 그라운드에서 나와 무리뉴 감독의 마타 교체 논란을 불러 일으키기도 하였다.
그러자, 무리뉴 감독은 경기 후 기자회견에서 "마타를 다시 교체한 것이 좋지 않은 행동이라는 걸 알고 있다. 그렇지만 마타는 지금 행복하다"며 자신의 잘못을 인정하는 동시에 마타와의 불화를 부인하였고, "경기를 지연해서 시간을 끌고 싶었다. 한 명의 교체 카드를 더 활용할 수 있었고, 막판에는 긴 패스가 날아올 게 분명해서 키가 가장 작은 마타를 뺀 것"이라고 교체 이유를 설명하며 "마타는 내가 요구한 플레이를 그대로 잘해줬다"고 해명하며 불화설을 종식시켰다. 이후, 마타는 리그 1라운드 본머스 원정에서 선제골을 기록하여 팀의 3-1 승리를 이끌었다.
그 후, 마타는 선발 출전할 때마다 단 1패를 기록했을만큼 매번 팀의 승리를 안겨주는 승리의 파랑새였으며, 2016년 10월 27일(한국시각 새벽)에 있었던 맨 시티와의 풋볼 리그 컵 경기에서 결승골을 기록하여 1-0 승리를 안겨주고, 팀의 8강 진출에 힘을 보탰으며, 이 날 경기에서 구단 자체 선정 최우수 선수로 선정되었다.
덤으로, 마타는 2016년 10월 3일(한국시각)에 있었던 맨유의 팬투표에서 44%의 득표율을 얻어 안데르 에레라(43%)와 안토니오 발렌시아(13%)를 제치고, 맨유 10월의 선수로 선정되었으며, 맨유 입단 뒤 5번째로 이 달의 선수를 수상하게 됐다.(마지막 수상은 2015년 9월이었다.)
마타는 지난 1월 3일(한국시간) 영국 런던 스타디움에서 열린 웨스트햄과의 2016/2017 시즌 잉글리시 프리미어리그(EPL) 20라운드에서 2-0 승리를 거둘 때, 지난 2014년 맨유에 입단한 이후 지금까지 팀 내에서 두 번째로 많은 40개의 공격포인트를 기록했으며, 2017년 1월 11일(한국시간) 올드 트래퍼드에서 열린 헐 시티와의 2016-17 EFL컵 4강 1차전서 선제골을 터트리며 팀의 2-0 승리를 이끌었다. 경기 후 팬 투표에서 마타는 경기최우수선수(Man Of the Match)로 선정됐다.
하지만, 2017년 4월 1일(한국시간)에 서혜부 수술을 받게 되었고, 5월 말에 복귀가 확정되어 시즌 아웃이 예상되었으나, 회복 속도가 빨라 부상에서 복귀하였다.
AFC 아약스와의 UEFA 유로파 리그 결승전에서 선발출전하여 좋은 활약을 펼치며 2-0 승리에 기여하며, 개인 통산 2번째 유로파리그 우승을 거머쥐었다.

#### 2017-18 시즌
마타는 2017년 9월 30일(한국시간)에 열린 크리스탈 팰리스와의 2017-18 프리미어리그 7라운드 경기에서 EPL 통산 200경기 출전을 달성하였고, 전반 3분에 선제골을 기록하였다. 이 날 맨유는 펠라이니(2골)와 루카쿠(1골)의 추가골을 더해 4-0 대승을 거두었다.
그 후, 마타는 중국슈퍼리그의 메가톤급 제안을 받았지만 거절하였고 2018년 1월 31일(한국시간)에 2019년까지 맨유와 재계약을 맺었다.

## 국가대표 경력

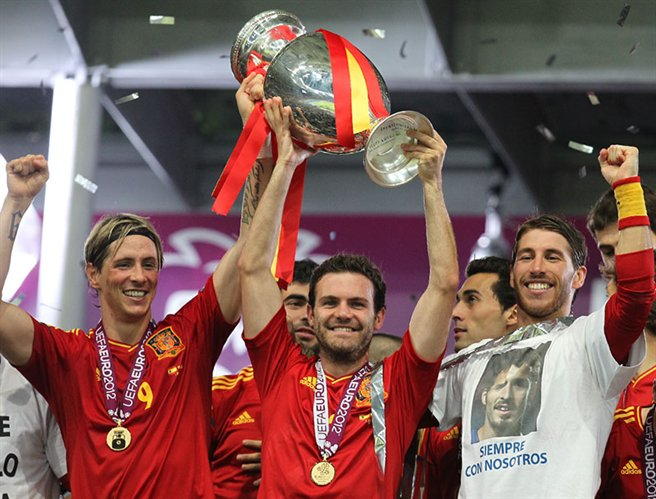
UEFA 유로 2012 우승 세레모니를 펼치고 있는 페르난도 토레스 (좌), 후안 마타와 세르히오 라모스 (우)

마타는 스페인 키 플레이어로서 2006년 UEFA 19세 이하 유럽 선수권 대회에서 우승하는데 도움을 주었다. 마타는 팀 동료인 알베르토 부에노 (5골)에 이어 대회 최다 득점자로 기록되었다.
2007년 2월 1일, 잉글랜드 U-21와의 친선 경기를 앞두고 스페인 U-21 코치인 이냐키 사에즈에게 로베르토 솔다도, 호세 마누엘 후라도, 미겔 토레스 고메스, 에스테반 그라네로 등과 함께 발탁되었다.
2008년 11월 14일엔 칠레와의 친선 경기를 앞두고 스페인의 비센테 델 보스케 감독의 부룸을 받았으나 경기엔 출전하진 못하였고 팀은 3-0 승리를 거두었다. 2009년 3월 28일엔 마드리드에서 열린 2010년 FIFA 월드컵 유럽 지역 예선 터키와의 경기에서 63분 팀 동료인 다비드 비야와 교체 투입되어 데뷔하였고 팀은 1-0 승리를 거두었다.
2009년 6월, 2009년 FIFA 컨페더레이션스컵 명단에 포함되어 최언소 토너먼트 전을 하였다. 2번째 경기인 이라크와의 경기에서 선발 출전하였고 미국과의 준결승전 경기에서 알베르트 리에라와 교체되어 투입되었으나 패배하였다.
2009년 9월 9일, 2010년 FIFA 월드컵 유럽 지역 예선 에스토니아에 3-0 이긴 경기에서 시니어팀 첫 번째 골을 기록하였다. 이어 10월 10일, 아르메니아 경기에서도 페널티 킥 득점을 하여 2-1 역전승하였다.
2012년, 그는 UEFA 유로 2012에 출전하여 이 대회 결승전에서 마지막 골을 넣어 팀의 4:0 대승에 기여하였다.
2014년 브라질월드컵에 출전하여 조별예선 마지막경기인 호주와의 경기에서 후반 37분경 골을넣어 3:0대승을 이끌었다

## 기록

### 클럽
| 클럽                | 클럽    | 클럽            | 리그 | 리그 | 국내컵 | 국내컵 | 리그컵 | 리그컵 | 유럽/기타 | 유럽/기타 | 총합 | 총합 |
| 클럽                | 시즌    | 디비전          | 출장 | 득점 | 출장   | 득점   | 출장   | 득점   | 출장      | 득점      | 출장 | 득점 |
| ------------------- | ------- | --------------- | ---- | ---- | ------ | ------ | ------ | ------ | --------- | --------- | ---- | ---- |
| 레알 마드리드 B     | 2006-07 | 세군다 디비시온 | 39   | 10   | —      | —      | —      | —      | —         | —         | 39   | 10   |
| 발렌시아            | 2007–08 | 라 리가         | 24   | 5    | 8      | 4      | —      | —      | 1         | 0         | 33   | 9    |
| 발렌시아            | 2008–09 | 라 리가         | 37   | 11   | 2      | 1      | —      | —      | 8         | 2         | 47   | 14   |
| 발렌시아            | 2009–10 | 라 리가         | 35   | 9    | 2      | 0      | —      | —      | 14        | 5         | 51   | 14   |
| 발렌시아            | 2010–11 | 라 리가         | 33   | 8    | 3      | 0      | —      | —      | 7         | 1         | 43   | 9    |
| 발렌시아            | 합계    | 합계            | 129  | 33   | 15     | 5      | —      | —      | 30        | 8         | 174  | 46   |
| 첼시                | 2011–12 | 프리미어리그    | 34   | 6    | 7      | 4      | 1      | 0      | 12        | 2         | 54   | 12   |
| 첼시                | 2012–13 | 프리미어리그    | 35   | 12   | 6      | 1      | 5      | 2      | 18        | 5         | 64   | 20   |
| 첼시                | 2013–14 | 프리미어리그    | 13   | 0    | 0      | 0      | 2      | 1      | 2         | 0         | 17   | 1    |
| 첼시                | 합계    | 합계            | 82   | 18   | 13     | 5      | 8      | 3      | 32        | 7         | 135  | 33   |
| 맨체스터 유나이티드 | 2013–14 | 프리미어리그    | 15   | 6    | —      | —      | —      | —      | —         | —         | 15   | 6    |
| 맨체스터 유나이티드 | 2014-15 | 프리미어리그    | 33   | 9    | 2      | 1      | —      | —      | —         | —         | 35   | 10   |
| 맨체스터 유나이티드 | 2015-16 | 프리미어리그    | 38   | 6    | 4      | 3      | 1      | 0      | 11        | 1         | 54   | 10   |
| 맨체스터 유나이티드 | 2016-17 | 프리미어리그    | 25   | 6    | 3      | 0      | 3      | 2      | 11        | 2         | 42   | 10   |
| 맨체스터 유나이티드 | 2017-18 | 프리미어리그    | 28   | 3    | 5      | 0      | 1      | 0      | 6         | 0         | 40   | 3    |
| 맨체스터 유나이티드 | 2018-19 | 프리미어리그    | 22   | 3    | 3      | 1      | 1      | 1      | 6         | 1         | 32   | 6    |
| 맨체스터 유나이티드 | 2019-20 | 프리미어리그    | 19   | 0    | 4      | 1      | 3      | 0      | 11        | 2         | 37   | 3    |
| 맨체스터 유나이티드 | 2020-21 | 프리미어리그    | 9    | 1    | 1      | 0      | 2      | 2      | 6         | 0         | 18   | 3    |
| 맨체스터 유나이티드 | 2021-22 | 프리미어리그    | 7    | 0    | 1      | 0      | 1      | 0      | 3         | 0         | 12   | 0    |
| 맨체스터 유나이티드 | 합계    | 합계            | 196  | 34   | 23     | 6      | 12     | 5      | 54        | 6         | 285  | 51   |
| 갈라타사라이        | 2022-23 | 쉬페르 리그     | 16   | 3    | 2      | 0      | —      | —      | —         | —         | 18   | 3    |
| 비셀 고베           | 2023    | J 리그          | 1    | 0    | —      | —      | —      | —      | —         | —         | 1    | 0    |
| 총합                | 총합    | 총합            | 463  | 97   | 53     | 16     | 20     | 8      | 116       | 21        | 652  | 142  |

### 국가대표
| 대표팀 | 년도 | 출장 | 득점 |
| ------ | ---- | ---- | ---- |
| 스페인 | 2009 | 7    | 3    |
| 스페인 | 2010 | 3    | 0    |
| 스페인 | 2011 | 6    | 2    |
| 스페인 | 2012 | 4    | 1    |
| 스페인 | 2013 | 10   | 3    |
| 총합   | 총합 | 30   | 9    |

#### 국가대표 득점
| #  | 일정             | 장소                  | 상대                  | 득점 | 결과 | 대회                              |
| -- | ---------------- | --------------------- | --------------------- | ---- | ---- | --------------------------------- |
| 1. | 2009년 9월 9일   | 스페인                | 에스토니아            | 3–0  | 3–0  | 2010년 FIFA 월드컵 유럽 지역 예선 |
| 2. | 2009년 10월 10일 | 아르메니아            | 아르메니아            | 2–1  | 2-1  | 2010년 FIFA 월드컵 유럽 지역 예선 |
| 3. | 2009년 10월 14일 | 보스니아 헤르체고비나 | 보스니아 헤르체고비나 | 5-0  | 5-2  | 2010년 FIFA 월드컵 유럽 지역 예선 |
| 4. | 2011년 3월 29일  | 리투아니아            | 리투아니아            | 3–1  | 3–1  | UEFA 유로 2012 예선               |
| 5. | 2011년 10월 7일  | 체코                  | 체코                  | 1–0  | 2–0  | UEFA 유로 2012 예선               |
| 6. | 2012년 7월 1일   | 우크라이나            | 이탈리아              | 4–0  | 4–0  | UEFA 유로 2012 결승전             |
| 7. | 2013년 6월 11일  | 미국                  | 아일랜드              | 2–0  | 2–0  | 친선경기                          |
| 8. | 2013년 6월 20일  | 브라질                | 타히티                | 8–0  | 10–0 | 2013년 FIFA 컨페더레이션스컵      |
| 9  | 2013년 10월 15일 | 스페인                | 조지아                | 2–0  | 2–0  | 2014년 FIFA 월드컵 유럽 지역 예선 |

## 수상

### 클럽

#### 발렌시아
- 코파 델 레이 : 2007-08

#### 첼시
- UEFA 챔피언스리그 (1) : 2012
- UEFA 유로파리그 (1) : 2013
- FA컵 우승 : 2012

#### 맨체스터 유나이티드
- UEFA 유로파리그 (1) : 2017
- FA컵 : 2015-16
- FA 커뮤니티실드 : 2016
- EFL컵 : 2017

### 국가대표팀
- UEFA 유럽 U-19 선수권 대회 : 2006
- UEFA 유럽 축구 선수권 대회 : 2012
- FIFA 월드컵 : 2010

## 광고

### 대한민국
- 오뚜기 3분요리
- 조아제약 바이톤